# Didymocarpus bhutanicus
Didymocarpus bhutanicus är en tvåhjärtbladig växtart som beskrevs av Wen Tsai Wang. Didymocarpus bhutanicus ingår i släktet Didymocarpus och familjen Gesneriaceae. Inga underarter finns listade i Catalogue of Life.